# Michael Fraser
Michael Fraser (Ottawa, 28 giugno 1984) è un ex cestista canadese.